# Rubén Ramírez Hidalgo
Rubén Ramírez Hidalgo (Alicante, 6 gennaio 1978) è un allenatore di tennis ed ex tennista spagnolo.

## Carriera
È passato tra i professionisti nel 1998 e ha raggiunto la sua massima posizione in classifica nel singolare il 2 dicembre 2006.

Nei tornei del Grande Slam ha ottenuto come massimo risultato il quarto turno conquistato al Roland Garros 2006.

Durante il Monte Carlo Masters 2008 è quasi riuscito nell'impresa di sconfiggere l'allora numero 1 in classifica Roger Federer, dopo aver perso il primo set per 6-1 ha vinto il secondo per 6-3 e ha incominciato perfettamente il terzo arrivando fino al 5-1.
A questo punto però lo svizzero ha vinto una serie di cinque game consecutivi e vincendo il tie-break per 7-1 ha conquistato set e partita.

Agli Australian Open 2011 ha ottenuto il miglior risultato in carriera nel doppio maschile raggiungendo, insieme a David Marrero, il terzo turno dove sono stati sconfitti da Eric Butorac e Jean-Julien Rojer.

## Statistiche

### Doppio

#### Finali Perse (3)
| Legenda                                                  |
| Grande Slam (0)                                          |
| ATP World Tour Finals (0)                                |
| ATP World Tour Masters 1000 (0)                          |
| ATP World Tour 500 Series (0)                            |
| ATP International Series / ATP World Tour 250 Series (3) |

| Titoli per superficie |
| Cemento (0)           |
| Terra rossa (3)       |
| Erba (0)              |
| Sintetico (0)         |

| N. | Data             | Torneo                       | Superficie  | Compagno        | Avversari in finale             | Punteggio        |
| 1. | 29 gennaio 2007  | Chile Open, Viña del Mar     | Terra rossa | Albert Montañés | Paul Capdeville Óscar Hernández | 6-4, 4-6, [6-10] |
| 2. | 12 febbraio 2007 | Brasil Open, Costa do Sauípe | Terra rossa | Albert Montañés | Lukáš Dlouhý Pavel Vízner       | 2-6, 6(4)–7      |
| 3. | 18 febbraio 2007 | Argentina Open, Buenos Aires | Terra rossa | Albert Montañés | Sebastián Prieto Martín García  | 4-6, 2-6         |

### Tornei Challenger

#### Singolare

##### Vittorie (11)
| Titoli per superficie |
| Cemento (1)           |
| Terra rossa (10)      |
| Erba (0)              |
| Sintetico (0)         |

| N° | Data             | Torneo                                      | Superficie  | Avversario in finale  | Punteggio        |
| 1. | 3 settembre 2002 | Brașov Challenger, Brașov                   | Terra rossa | Lovro Zovko           | 2–6, 6–1, 7–5    |
| 2. | 7 ottobre 2002   | Ciutat de Barcelona, Barcellona             | Terra rossa | Albert Portas         | 4–6, 6–4, 6–1    |
| 3. | 1º luglio 2003   | Kosice Open, Košice                         | Terra rossa | Tomáš Zíb             | 6–3, 4–6, 6–4    |
| 4. | 24 maggio 2005   | Ljubljana Open, Lubiana                     | Terra rossa | Massimo Dell'Acqua    | 6(2)–7, 5–2 r    |
| 5. | 14 gennaio 2008  | Challenger ATP Iquique, La Serena           | Terra rossa | David Marrero         | 6–3, 6–1         |
| 6. | 14 marzo 2010    | Morocco Tennis Tour Rabat, Rabat            | Terra rossa | Marcel Granollers     | 6–4, 6–4         |
| 7. | 12 giugno 2010   | Kosice Open, Košice                         | Terra rossa | Filip Krajinović      | 6–3, 6–2         |
| 8. | 5 luglio 2010    | Open Ciudad de Pozoblanco, Pozoblanco       | Cemento     | Roberto Bautista Agut | 7–6(6), 6–4      |
| 9. | 8 aprile 2012    | San Luis Potosí Challenger, San Luis Potosí | Terra rossa | Paolo Lorenzi         | 3–6, 6–3, 6–4    |
| 10 | 6 maggio 2012    | Tunis Open, Tunisi                          | Terra rossa | Jérémy Chardy         | 6–1, 6–4         |
| 11 | 15 aprile 2013   | Panama Challenger, Panama                   | Terra rossa | Alejandro González    | 6–4, 5–7, 7–6(4) |

#### Doppio

##### Vittorie (21)
| Titoli per superficie |
| Cemento (0)           |
| Terra rossa (21)      |
| Erba (0)              |
| Sintetico (0)         |

| N.  | Data              | Torneo                                         | Superficie   | Compagno                     | Avversari in finale                              | Punteggio            |
| 1.  | 7 settembre 2004  | Brașov Challenger, Brașov                      | Terra rossa  | Salvador Navarro             | Juan Pablo Brzezicki Juan Pablo Guzmán           | 6–3, 6–2             |
| 2.  | 4 luglio 2005     | Geneva Open Challenger, Ginevra                | Terra rossa  | Santiago Ventura             | Stéphane Bohli Roman Valent                      | 6–3, 7–5             |
| 3.  | 3 aprile 2006     | Internazionali di Monza e Brianza, Monza       | Terra rossa  | Tomas Tenconi                | Leonardo Azzaro Christopher Kas                  | 4–6, 6–4, [13–11]    |
| 4.  | 28 luglio 2008    | Timișoara Challenger, Timișoara                | Terra rossa  | Daniel Muñoz de la Nava      | Adrian Cruciat Florin Mergea                     | 3–6, 6–4, [11–9]     |
| 5.  | 22 settembre 2008 | Bucharest Challenger, Bucarest                 | Terra rossa  | Santiago Ventura             | Andrea Arnaboldi Máximo González                 | 6–3, 5–7, [10–6]     |
| 6.  | 14 marzo 2009     | Morocco Tennis Tour Rabat, Rabat               | Terra rossa  | Santiago Ventura             | Michael Kohlmann Philipp Marx                    | 6–4, 7–6             |
| 7.  | 21 marzo 2009     | Morocco Tennis Tour Marrakech, Marrakech       | Terra rossa  | Santiago Ventura             | Alberto Martín Daniel Muñoz de la Nava           | 6–3, 7–6             |
| 8.  | 29 marzo 2009     | Open Barletta, Barletta                        | Terra rossa  | Santiago Ventura             | Pablo Cuevas Luis Horna                          | 7–6, 6–2             |
| 9.  | 31 maggio 2009    | Alessandria Challenger, Alessandria            | Terra rossa  | José Antonio Sánchez de Luna | Martín Alund Guillermo Hormazabal                | 6–4, 6–2             |
| 10. | 7 giugno 2009     | Franken Challenge, Furth                       | Terra rossa  | Santiago Ventura             | Simon Greul Alessandro Motti                     | 4–6, 6–1, [10–6]     |
| 11. | 14 giugno 2009    | Kosice Open, Košice                            | Terra rossa  | Santiago Ventura             | Dominik Hrbaty Martin Kližan                     | 6–2, 7–6(5)          |
| 12. | 18 ottobre 2009   | Asunción Challenger, Asunción                  | Terra rossa  | Santiago Ventura             | Maximo Gonzalez Eduardo Schwank                  | 6–3, 7–6(5)          |
| 13. | 20 giugno 2010    | Milano ATP Challenger, Milano                  | Terra rossa  | Daniele Bracciali            | Jeff Coetzee James Cerretani                     | 6–4, 7–5             |
| 14. | 22 agosto 2010    | Concurso Internacional de Tenis, San Sebastián | Terra rossa  | Santiago Ventura             | Brian Battistone Andreas Siljestrom              | 6–4, 7–6(3)          |
| 15. | 24 ottobre 2010   | Santiago Challenger, Santiago del Cile         | Terra rossa  | Daniel Munoz de la Nava      | Nikola Ćirić Goran Tošić                         | 6–4, 6–2             |
| 16. | 15 maggio 2011    | Zagreb Open, Zagabria                          | Terra rossa  | Daniel Muñoz-de la Nava      | Mate Pavić Franko Škugor                         | 6–2, 7–6(10)         |
| 17. | 11 settembre 2011 | Copa Sevilla, Siviglia                         | Terra gialla | Daniel Muñoz-de la Nava      | Gerard Granollers Pujol Adrián Menéndez Maceiras | 6–4, 6(4)–7, [13–11] |
| 18. | 17 settembre 2011 | Banja Luka Challenger, Banja Luka              | Terra rossa  | Marco Crugnola               | Jan Mertl Matwé Middelkoop                       | 7–6(3), 3–6, [10–8]  |
| 19. | 1º ottobre 2011   | Torneo Tenis Ciudad de Madrid, Madrid          | Terra rossa  | David Marrero                | Daniel Gimeno Traver Morgan Phillips             | 6–4, 6(8)–7, [11–9]  |
| 20. | 5 novembre 2011   | São Léo Open, São Leopoldo                     | Terra rossa  | Franco Ferreiro              | Gastão Elias Frederico Gil                       | 6(4)–7, 6–3, [11–9]  |
| 21. | 4 settembre 2016  | Curitiba Challenger, Curitiba                  | Terra rossa  | Pere Riba                    | André Ghem Fabrício Neis                         | 6(3)–7, 6–4, [10–7]  |